# AlziBús
AlziBús, también denominado Autobús urbano de Alzira, es el servicio municipal de transporte urbano en la ciudad de Alcira. En la actualidad cuenta con tres líneas principales que dan servicio diario y una línea especial que da un servicio semanal. La empresa concesionaria de este servicio municipal es Autocars Lozano, S. A.

## Líneas
| Línea | Terminales                | Estaciones | Longitud (km) | Viajeros (2015) |
|       | Hospital - Estación Renfe | 28         | 14,17         | -               |
|       | Hospital - Estación Renfe | -          | -             | -               |
|       | Hospital - Estación Renfe | -          | -             | -               |
|       | Cementerio                | -          | -             | -               |

## Flota
| VEHÍCULO                                        | AÑO | BAJA | OBSERVACIONES       |
| ----------------------------------------------- | --- | ---- | ------------------- |
| Pegaso 6420 Prototipo                           |     | SI   |                     |
| Pegaso 6420 Enasa                               |     | SI   |                     |
| Pegaso 6424 Enasa                               |     | SI   |                     |
| Volvo B10B LE Unvi Cidade II                    |     | SI   |                     |
| Volvo B10B LE Unvi Cidade II                    |     | SI   |                     |
| Iveco CityClass Hispano Carrocera Habit         |     | SI   | A Miguel Ribera (V) |
| Irisbus Iveco Cityclass Hispano Carrocera Habit |     | Si   | A Miguel Ribera (V) |
| Irisbus Iveco A65 C15 Daily Indcar Mago 2       |     |      |                     |
| Scania N230 UB Hispano Carrocera Habit          |     |      |                     |
| MAN 12.240 HOCL Castrosua CS40 Magnus           |     |      |                     |
| MAN 12.240 HOCL Castrosua CS40 Magnus           |     |      |                     |